# Germaniawerft

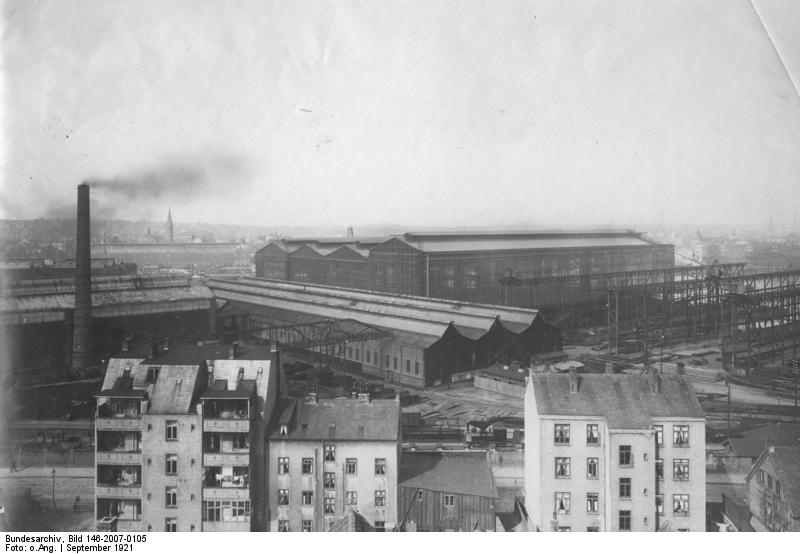
Судоверфь «Германия», 1921 год.

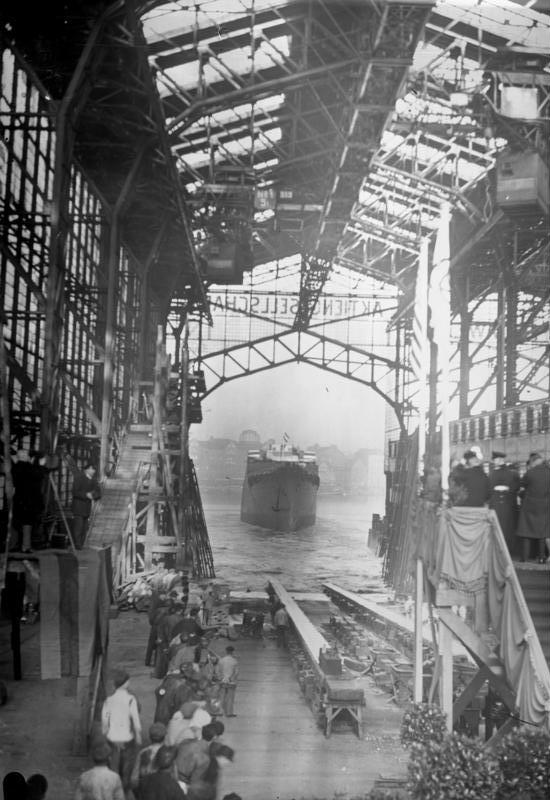
Спуск на воду моторной яхты «Альва», 1931 год

«Германия» (нем. Germaniawerft) — германская судоверфь, входившая в концерн Фридриха Круппа. Основана в 1867 году, в 1945 году прекратила свою деятельность. Судоверфь занималась как военным, так и гражданским судостроением, вела строительство крупных серий миноносцев, эскадренных миноносцев и подводных лодок, а также строила отдельные крейсера и линейные корабли германского флота. На рубеже XIX и XX веков верфь являлась вторым после верфи Фридриха Шихау поставщиком миноносцев для германского Императорского флота.

## История
Предприятие было основано в 1867 году Лойдом Фостером как «Северо-Германская судостроительная компания» (нем. «Norddeutsche Schiffbaugesellschaft») в Гаардене, небольшом городке в гавани Киля. На предприятии планировалось строить как военные, так и торговые суда. В 1876 году компания построила личную яхту кайзера Вильгельма II — «Гогенцоллерн» (нем. «Hohenzollern»).
В 1879 году компания обанкротилась, была продана и стала собственностью корпорации «Märkisch-Schlesischen Maschinenbau und Hütten-Aktiengesellschaft», которая производила паровые машины в Берлине с 1822 года. Но спустя несколько лет проблемы возникли уже у этой фирмы, и в ноябре 1882 года была основана новая компания — Судо- и Машиностроительная компания «Германия» (нем. Schiff- und Maschinenbau-AG „Germania“)
Компания построила несколько военных судов, также имела хорошую репутация как строитель миноносцев. Но несмотря на это, компания по прежнему имела финансовые проблемы. В конце августа 1896 года семья Круппов купила компанию, так как сами были очень заинтересованы в строительстве военных судов. Между 1889 и 1902 годами верфь увеличила свою площадь в 2 раза и достигла 22,5 га. Производились новые большие корабли. В 1902 году верфь получила новое имя — «Friedrich Krupp Germaniawerft».
В 1908 году верфь построила шхуну «Германия» для Густава Круппа, дизайн которой разработал Макс Оэрц. Это была первая яхта такого размера, построенная в Германии.
В период до Первой мировой войны был построен ряд военных кораблей. В том числе линкоры «Позен», «Принц-регент Луитпольд», «Кронпринц» и «Саксен» (не окончен). В ходе Первой мировой войны, верфь начала производство подводных лодок. Было произведено 84 субмарины.
В послевоенный период верфь вернулась к строительству гражданских судов, в том числе был построен барк «Седов» («Magdalene Vinnen II»). На начало 21 века, это крупнейшее в мире учебное парусное судно.
Во время Второй мировой войны, верфь была одним из самых важных поставщиков Кригсмарине, из-за близкого расположения к немецкой военно-морской базе в Киле. В течение войны, компания завершила 131 подводную лодку (типы II, VII, ВБ, XIV, XVII и XXIII) из 240 заказанных. В 1944 году на заводе работало более 10 000 человек, из которых около 11 % были заключенные. 26 апреля 1945 года, последняя подводная лодка U-4714, построенная на верфи «Германия», была спущена на воду. Война закончилась прежде, чем она вступила в строй.
После войны, частично разрушенный завод стал одним из первых объектов, демонтированных союзниками. Население сильно разрушенного бомбардировками Киля яростно протестовало против этого решения, но безрезультатно. Верфи были разрушены и больше не восстановлены. В конце 1960-х годов, фундаменты были приобретены компанией «Howaldtswerke-Deutsche Werft GmbH (HDW)».

## Построенные корабли

### Гражданские суда
- барк Magdalene Vinnen II, впоследствии «Седов» (1921)

### Броненосцы и линейные корабли
- SMS Wörth (1890)
- SMS Kaiser Wilhelm der Große (1898)
- SMS Zähringen (1899)
- SMS Braunschweig (1901)
- SMS Hessen (1902)
- SMS Deutschland (1904)
- SMS Posen (1907)
- SMS Prinzregent Luitpold (1910)
- SMS Kronprinz (1911)
- SMS Sachsen (1914)

### Крейсера
- Аскольд (1900)
- SMS Cöln (1909)
- SMS Karlsruhe (1912)
- Prinz Eugen (1936)

### Миноносцы
- тип G-88
- тип G-108
- тип G-132
- G-137

### Большие миноносцы
- тип G-169
- тип G-173
- тип «Всадник»
- тип G-174
- тип G-192
- тип «Катамарка»
- тип G-7
- тип G-37
- тип G-41
- тип G-85
- тип G-96
- тип G-101

### Эскадренные миноносцы
- тип G-119
- тип G-148

### Подводные лодки
- Форель (Российский императорский флот)
- Подводные лодки типа «Карп» (Российский императорский флот)
- Подводные лодки типа «A» (Военно-морские силы Норвегии)
- Подводные лодки типа «U-3» (Военно-морские силы Австро-Венгрии)
- Подводные лодки типа «U-1» (Германия, Императорские военно-морские силы)
- Подводные лодки типа «U-5» (Германия, Императорские военно-морские силы)
- Подводные лодки типа «U-16» (Германия, Императорские военно-морские силы)
- Подводные лодки типа «U-23» (Германия, Императорские военно-морские силы)
- Подводные лодки типа «U-31» (Германия, Императорские военно-морские силы)
- Подводные лодки типа «U-51» (Германия, Императорские военно-морские силы)
- Подводные лодки типа «U-63» (Германия, Императорские военно-морские силы)
- Подводные лодки типа «U-66» (Германия, Императорские военно-морские силы)
- Подводные лодки типа «U-139» (Германия, Императорские военно-морские силы)
- Подводные лодки типа «U-142» (Германия, Императорские военно-морские силы)
- Подводные лодки типа «UB I» (Германия, Императорские военно-морские силы)
- Подводные лодки типа «UB III» (Германия, Императорские военно-морские силы)
- Подводные лодки типа «UC II» (Германия, Императорские военно-морские силы)[2]
- Подводные лодки типа II (Германия, Кригсмарине)
- Подводные лодки типа VII (Германия, Кригсмарине)
- Подводные лодки типа XB (Германия, Кригсмарине)
- Подводные лодки типа XIV (Германия, Кригсмарине)
- Подводные лодки типа XVIIA (Германия, Кригсмарине)
- Подводные лодки типа XXIII (Германия, Кригсмарине)[3]